# 阿芙拉型

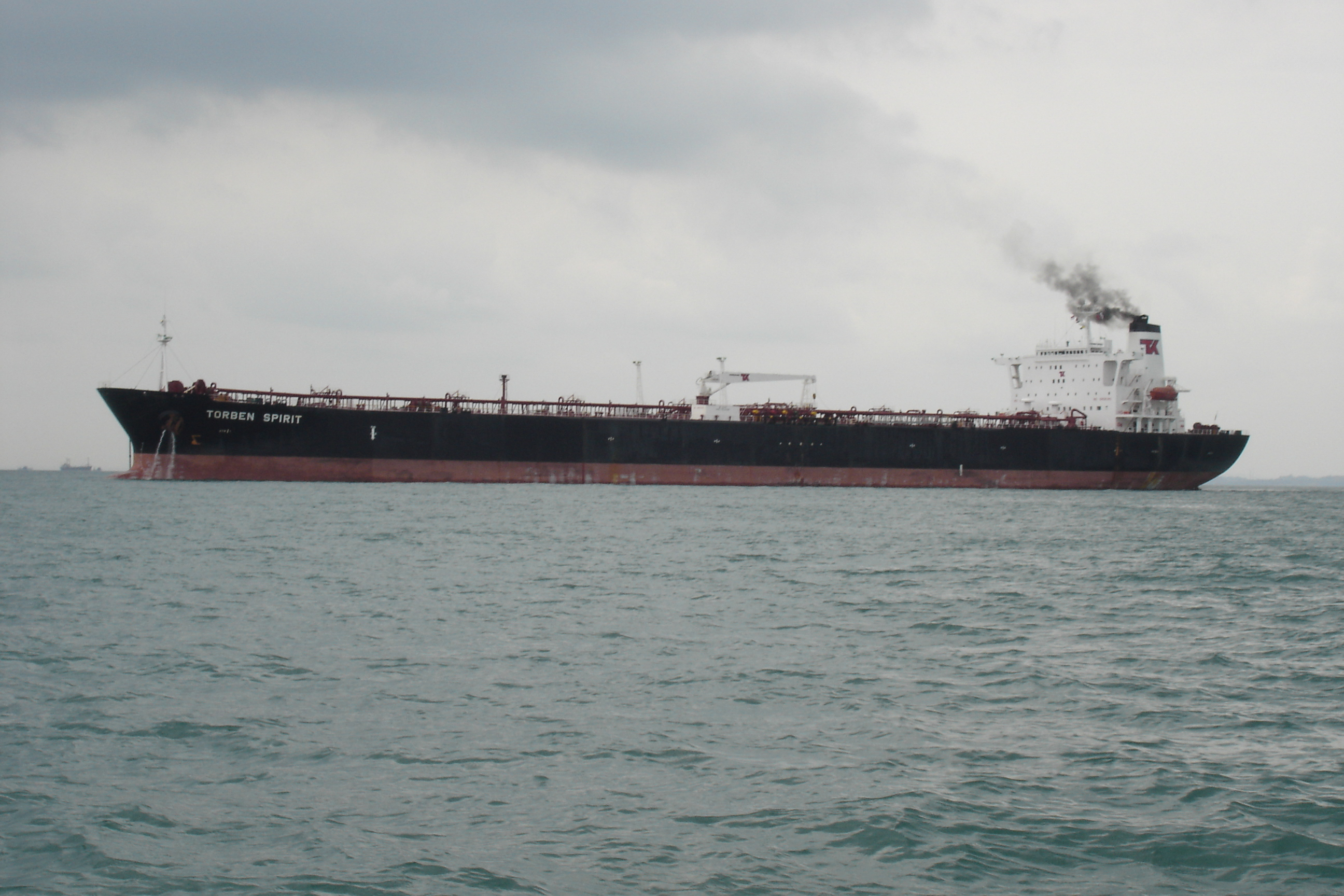
阿芙拉型油轮托尔本精神号在新加坡.

阿芙拉型船（Aframax）是一种载重小于120000吨，宽度超过32.31米的油轮。阿芙拉型油轮广泛的应用于黑海盆地，北海，加勒比海，東海及南海和地中海。
這個船型的定義，是因为港口设施的限制所致，很多非欧佩克石油出口国的小國或大國部分地區港口，难以适应超大型油轮（VLCC），超巨型油轮，所以送貨到該地，对阿芙拉型船就有很大的需求。阿芙拉型船符合平均运费指数（AFRA）
，也被称为“运费型船”一般以运费收入与成本开支的最佳收益点为核心设计，载重一般在80000-100000吨。可以方便的进入北美的大多数港口，经济性良好，并且对冰区有很好的适应性。